# Mikhaïl Dovgaliouk
Mikhaïl Djavantchirovitch Dovgaliouk (russe : Михаил Джаванчирович Довгалюк), né le 3 juin 1995 à Moscou, est un nageur russe.
Il participe aux Jeux olympiques de Rio lors du relais 4 × 200 m nage libre, mais est suspendu pour dopage.

## Palmarès

### Championnats du monde

#### Grand bassin
- Championnats du monde 2017 à Budapest :
  -  Médaille d'argent du relais 4 × 200 m nage libre
- Championnats du monde 2019 à Gwangju :
  -  Médaille d'argent du relais 4 × 200 m nage libre